# ستارايا كوبافنا
ستارايا كوبافنا (بالروسية: Старая Купавна) هي إحدى مدن روسيا في الكيان الفدرالي الروسي موسكو أوبلاست.